# Coupe d'Allemagne de football 1960
Navigation
Édition précédente Édition suivante
La coupe d'Allemagne de football 1960 est la dix septième édition de l'histoire de la compétition. La finale a lieu à Düsseldorf au  Rheinstadion. 
Le Borussia Mönchengladbach remporte le trophée pour la première fois. Il bat en finale le Karlsruher SC  sur le score de 3 buts à 2.

## Tour de qualification
Le résultat du tour de qualification.
| Date           | Domicile          | Extérieur    | Score |
| -------------- | ----------------- | ------------ | ----- |
| 06 - 08 - 1960 | Hertha BSC Berlin | FK Pirmasens | 0 - 1 |

## Demi-finales
Les résultats des demi-finales.
| Date           | Club recevant            | Score | Club visiteur |
| -------------- | ------------------------ | ----- | ------------- |
| 07 - 09 - 1960 | Borussia Mönchengladbach | 2 - 0 | Hambourg SV   |
| 21 - 09 - 1960 | Karlsruher SC            | 2 - 0 | FK Pirmasens  |

## Finale
| Entraîneur : |
| Bernd Oles   |

| Entraîneur :  |
| Edi Frühwirth |

| Entraîneur : |
| Bernd Oles   |

| Entraîneur :  |
| Edi Frühwirth |